# Іванчук Богдан Петрович
Богда́н Петро́вич Іванчу́к — старшина Збройних сил України.

## З життєпису
На передовій з травня 2014-го, брав участь у боях за Іловайськ. Станом на вересень — головний сержант зенітно-артилерійського взводу, рота вогневої підтримки, 80-та бригада.

## Нагороди
За особисту мужність і героїзм, виявлені у захисті державного суверенітету та територіальної цілісності України, вірність військовій присязі під час російсько-української війни, відзначений — нагороджений
- 27 червня 2015 року — орденом «За мужність» III ступеня.